# TC Rüppurr
Der Tennis Club Rüppurr 1929 e. V. ist ein Tennisverein aus dem Karlsruher Stadtteil Rüppurr, der durch seine langjährige Zugehörigkeit zur Tennis-Bundesliga der Herren überregional bekannt wurde. Heute ist das Aushängeschild des Vereins die Damenmannschaft, die 2006 und 2007 Deutscher Meister wurde. In der Bundesliga tritt der Verein unter dem Namen TC Rüppurr Karlsruhe an.

## Vereinsgeschichte
Der Verein wurde 1929 gegründet. 1930 wurden die ersten beiden Plätze dort eröffnet, wo sich heute noch Platz 1 und 2 befinden.
Der Spielbetrieb wurde 1942 wegen des Zweiten Weltkriegs eingestellt. Nach dem Krieg wurde er zunächst unter dem Dach des Nachbarvereins TuS Rüppurr wieder aufgenommen, bevor 1952 die Neugründung als eigenständiger Verein erfolgte.
In den folgenden Jahrzehnten vergrößerte sich der Verein kontinuierlich. 1977 zählte man über 500 Mitglieder, die in 14 Mannschaften am offiziellen Spielbetrieb teilnahmen. Die seit 1973 acht Plätze umfassende Anlage stieß aufgrund des auch außerhalb der Mannschaftsspiele regen Andrangs an Kapazitätsgrenzen. Da vor Ort kein Ausbau möglich war, erwog der Vorstand eine Verlegung der gesamten Anlage an den etwa 1 km entfernten Ortsrand von Rüppurr. Das Vorhaben verzögerte sich jedoch mehrmals und beschäftigte Verein und Anwohner über viele Jahre. Schließlich erklärte der Verwaltungsgerichtshof Baden-Württemberg den von der Stadt genehmigten Bebauungsplan für ungültig, woraufhin das Projekt aufgegeben wurde. Die acht Sandplätze der Anlage befinden sich daher heute noch am ursprünglichen Ort.
1973 eröffnete der TC Rüppurr zudem eine etwa 500 m von den Freiplätzen und dem Clubhaus entfernte Zweifeldhalle, so dass die Clubmitglieder seither ganzjährig dem Tennissport nachgehen können.
In den 2000er Jahren wurden umfangreiche Sanierungen und Modernisierungen an Clubhaus, Halle und Freiplatzanlage vorgenommen.

## Profisport

### Herren
In den 70er Jahren stieg die erste Herrenmannschaft kontinuierlich auf und erreichte 1977 die 1. Bundesliga. Es folgte eine vierzehnjährige Zugehörigkeit zur 1. Bundesliga, in welcher der Verein unter seinem langjährigen Präsidenten und heutigen Ehrenpräsidenten Heinz Steinbach deutschlandweit Bekanntheit erlangte. Größte Erfolge waren das Erreichen des dritten Platzes der Deutschen Mannschaftsmeisterschaften in den Jahren 1980, 1984 und 1986. In dieser Zeit spielten zahlreiche Tennisgrößen im Verein, unter ihnen, als langjährige Stütze der Bundesligamannschaft, der deutsche Davis-Cup-Spieler Jürgen Faßbender.
Ab 1993 gehörte die Mannschaft der Regionalliga, damals die zweithöchste Spielklasse, an. Auf den erneuten Aufstieg in die Bundesliga 1998 folgte der umgehende Wiederabstieg in die neu gebildete 2. Bundesliga Süd, in der die Mannschaft bis 2004 verblieb.
Zwar stieg man 2004 wieder in die 1. Bundesliga auf, doch entschloss sich der Vorstand nach nur einem Jahr dazu, die Mannschaft aus dem Profibereich abzumelden. Hintergrund waren zum einen umfangreiche Regeländerungen in der Bundesliga, durch welche der Verein sich nicht mehr in der Lage sah, eine konkurrenzfähige Mannschaft zu finanzieren, und zum anderen die Tatsache, dass man sich fortan auf die jüngst in die Bundesliga aufgestiegene Damenmannschaft konzentrieren wollte.

### Damen
Die erste Damenmannschaft erreichte 2003 mit dem Aufstieg in die dritthöchste Spielklasse ihr bis dahin höchstes Niveau. Als 2004 der Aufstieg in die 2. Bundesliga gelang, standen pünktlich zum 75-jährigen Vereinsjubiläum erstmals sowohl die Damen- als auch die Herrenmannschaft in einer Profiliga. Mit dem dritten Aufstieg in Folge erreichte die Damenmannschaft 2005 die 1. Bundesliga. Da in dieser Spielzeit deutlich geworden war, dass zwei Mannschaften im Profibereich nicht zu finanzieren waren, beschloss der Vorstand im Herbst 2005, sich in Zukunft ganz auf die Förderung des Damenteams zu verlegen.
Bereits 2006 in ihrer ersten Saison in der 1. Bundesliga gelang den Damen der Gewinn der Deutschen Meisterschaft, welcher den Herren immer verwehrt geblieben war. In der Saison 2007 wurde der Titel erfolgreich verteidigt. Für den TC Rüppurr spielten in dieser Zeit zahlreiche Größen des internationalen Damentennis, unter anderem Anna-Lena Grönefeld (2006 die Nr. 14 der Weltrangliste) und Sybille Bammer (2007 die Nr. 19 der Weltrangliste). 2008 wurden die Damen Vizemeister; sie mussten sich am letzten Spieltag dem TC Zamek Benrath geschlagen geben, der Meister wurde.
In den folgenden Jahren konnte die Mannschaft nicht im Kampf um die Deutsche Meisterschaft mitmischen, sie schaffte jedoch bis 2012 stets den Klassenerhalt. In der Saison 2012 stieg sie als Tabellenletzter in die 2. Bundesliga ab, in deren Südstaffel sie 2013 und 2014 antrat. Der angepeilte Wiederaufstieg wurde mit Tabellenplatz zwei in beiden Jahren knapp verpasst. Jedoch erklärte der TC Bocholt Ende 2014 den Rückzug seiner Mannschaft aus der 1. Bundesliga, sodass der TC Rüppurr als bestplatzierter Nachrücker aufsteigen konnte.
In der ersten Saison nach dem Wiederaufstieg, 2015, erreichte die Mannschaft sogleich Platz zwei der 1. Bundesliga. Im Jahr 2016 wurde erneut der zweite Platz erreicht, da das Spitzenspiel gegen Regensburg nach vier verlorenen Matchtiebreaks mit 3:6 endete. Die Saison 2017 wurde auf Tabellenplatz fünf beendet. 2018 wurde der TC Rüppurr hingegen wieder Vizemeister, punktgleich mit dem Meister Regensburg.

### Bundesligakader
| Saison 2018 (1. Bundesliga) | Saison 2018 (1. Bundesliga) | Saison 2018 (1. Bundesliga) | Saison 2017 (1. Bundesliga) | Saison 2017 (1. Bundesliga) | Saison 2017 (1. Bundesliga) | Saison 2016 (1. Bundesliga) | Saison 2016 (1. Bundesliga) | Saison 2016 (1. Bundesliga) | Saison 2015 (1. Bundesliga) | Saison 2015 (1. Bundesliga) | Saison 2015 (1. Bundesliga) |
| --------------------------- | --------------------------- | --------------------------- | --------------------------- | --------------------------- | --------------------------- | --------------------------- | --------------------------- | --------------------------- | --------------------------- | --------------------------- | --------------------------- |
| 1.                          | Deutschland                 | Laura Siegemund             | 1.                          | Lettland                    | Anastasija Sevastova        | 1.                          | Deutschland                 | Annika Beck                 | 1.                          | Deutschland                 | Sabine Lisicki              |
| 2.                          | Ukraine                     | Kateryna Koslowa            | 2.                          | Deutschland                 | Laura Siegemund             | 2.                          | Deutschland                 | Anna-Lena Friedsam          | 2.                          | Schweden                    | Johanna Larsson             |
| 3.                          | Luxemburg                   | Mandy Minella               | 3.                          | Luxemburg                   | Mandy Minella               | 3.                          | Brasilien                   | Teliana Pereira             | 3.                          | Deutschland                 | Annika Beck                 |
| 4.                          | Schweiz                     | Stefanie Vögele             | 4.                          | Danemark                    | Julia Boserup               | 4.                          | Belgien                     | Kirsten Flipkens            | 4.                          | Rumänien                    | Andreea-Christina Mitu      |
| 5.                          | Tschechien                  | Karolína Muchová            | 5.                          | Bulgarien                   | Eliza Kostowa               | 5.                          | Ukraine                     | Kateryna Bondarenko         | 5.                          | Schweiz                     | Romina Oprandi              |
| 6.                          | Spanien                     | Sílvia Soler Espinosa       | 6.                          | Ungarn                      | Dalma Gálfi                 | 6.                          | Deutschland                 | Laura Siegemund             | 6.                          | Brasilien                   | Teliana Pereira             |
| 7.                          | Deutschland                 | Anne Schäfer                | 7.                          | Niederlande                 | Michaëlla Krajicek          | 7.                          | Rumänien                    | Andreea-Christina Mitu      | 7.                          | Deutschland                 | Laura Siegemund             |
| 8.                          | Niederlande                 | Michaëlla Krajicek          | 8.                          | Brasilien                   | Teliana Pereira             | 8.                          | Schweiz                     | Romina Oprandi              | 8.                          | Deutschland                 | Dinah Pfizenmaier           |
| 9.                          | Ungarn                      | Dalma Gálfi                 | 9.                          | Deutschland                 | Anne Schäfer                | 9.                          | Deutschland                 | Anne Schäfer                | 9.                          | Osterreich                  | Tamira Paszek               |
| 10.                         | Ungarn                      | Ágnes Bukta                 | 10.                         | Spanien                     | Laura Pous Tió              | 10.                         | Ungarn                      | Réka-Luca Jani              | 10.                         | Ungarn                      | Réka-Luca Jani              |
| 11.                         | Luxemburg                   | Eléonora Molinaro           | 11.                         | Ungarn                      | Ágnes Bukta                 | 11.                         | Ungarn                      | Anna Bondár                 | 11.                         | Tschechien                  | Eva Birnerová               |
| 12.                         | Ungarn                      | Anna Bondár                 | 12.                         | Luxemburg                   | Eléonora Molinaro           | 12.                         | Ungarn                      | Dalma Gálfi                 | 12.                         | Deutschland                 | Caroline Übelhör            |
| 13.                         | Deutschland                 | Caroline Werner             | 13.                         | Frankreich                  | Gaëlle Desperrier           | 13.                         | Kroatien                    | Darija Jurak                | 13.                         | Ungarn                      | Anna Bondár                 |
| 14.                         | Frankreich                  | Louise Baudouin             | 14.                         | Tschechien                  | Vladimíra Uhlířová          | 14.                         | Luxemburg                   | Eléonora Molinaro           | 14.                         | Luxemburg                   | Anne Kremer                 |
| 15.                         | Deutschland                 | Liana Cammilleri            | 15.                         | Deutschland                 | Chantal Sauvant             | 15.                         | Deutschland                 | Chantal Sauvant             | 15.                         | Deutschland                 | Julia Walz                  |
| 16.                         | Deutschland                 | Penelope Neff               | 16.                         |                             | –                           | 16.                         | Deutschland                 | Julia Walz                  | 16.                         | Deutschland                 | Chantal Sauvant             |

## Breitensport
Der TC Rüppurr nimmt alljährlich mit 15 bis 20 Mannschaften diverser Altersklassen am regionalen und überregionalen Spielbetrieb teil. Besonders in der Jugendarbeit wurden regelmäßig beachtliche Erfolge erzielt. So wurden vielfach die Badischen Mannschaftsmeisterschaften in verschiedenen Altersklassen gewonnen und auch bei den Badischen Meisterschaften der Juniorinnen und Junioren konnten häufig Jugendliche des TC Rüppurr gewinnen.